# Rue de la Croix-Gagnée
La rue de la Croix-Gagnée est une voie de la commune de Nancy, dans le département de Meurthe-et-Moselle, en région Lorraine.

## Situation et accès
La rue de la Croix-Gagnée est placée au sein du nouveau quartier Beauregard - Boufflers - Buthegnémont - Boudonville.
Elle part de la rue de la Colline vers le Haut-du-Lièvre pour terminer en impasse avec la Placette Pierre-Anzilutti.
Sa partie basse forme une voie à sens unique avec la rue Augustin-Hacquard. À l'intersection avec cette dernière rue, elle monte en double sens jusqu’à la placette Pierre-Anzilutti.

## Origine du nom
La rue porte le nom d'un calvaire situé dans sa partie basse à l'intersection de la rue Augustin-Hacquard et érigé, vers 1530, par Didier Fossier dit le "Gainier". Par déformation populaire du surnom de ce personnage, fabricant d'armes et de gaines des ducs de Lorraine, le calvaire porte le nom de Croix-Gagnée. Il avait par ailleurs un domaine de campagne près de la fontaine de Boudonville.

## Historique
Ancien chemin de campagne serpentant, à travers jardins et vignes, les flancs des coteaux du Haut-du-Lièvre et de la côte Sainte-Catherine, son urbanisation débute en 1902.
Le calvaire est un ex-voto érigé par Didier Fossier en l'honneur de la victoire du duc Antoine de Lorraine contre les Rustauds en 1525.
Il surmonte un autel. L'ensemble est abrité par un toit dont le plafond peint montre une colombe, Dieu-Le-Père et un groupe d'angelots.
Pendant longtemps, le Vendredi Saint, de nombreux pèlerins y venaient prier dans l’espoir de gagner des indulgences. 
La ville de Nancy, propriétaire de ce monument historique, lance en 2019 une souscription pour sa restauration par l'intermédiaire de la Fondation du Patrimoine.

## Bâtiments remarquables et lieux de mémoire
- Calvaire de la Croix-Gagnée, situé au no 8bis, classé au titre des monuments historiques par arrêté du 1er décembre 1922[5].
- Placette Pierre-Anzilutti en souvenir d'un habitant du quartier mort pour la France à Tizi-Ouzou en 1955.

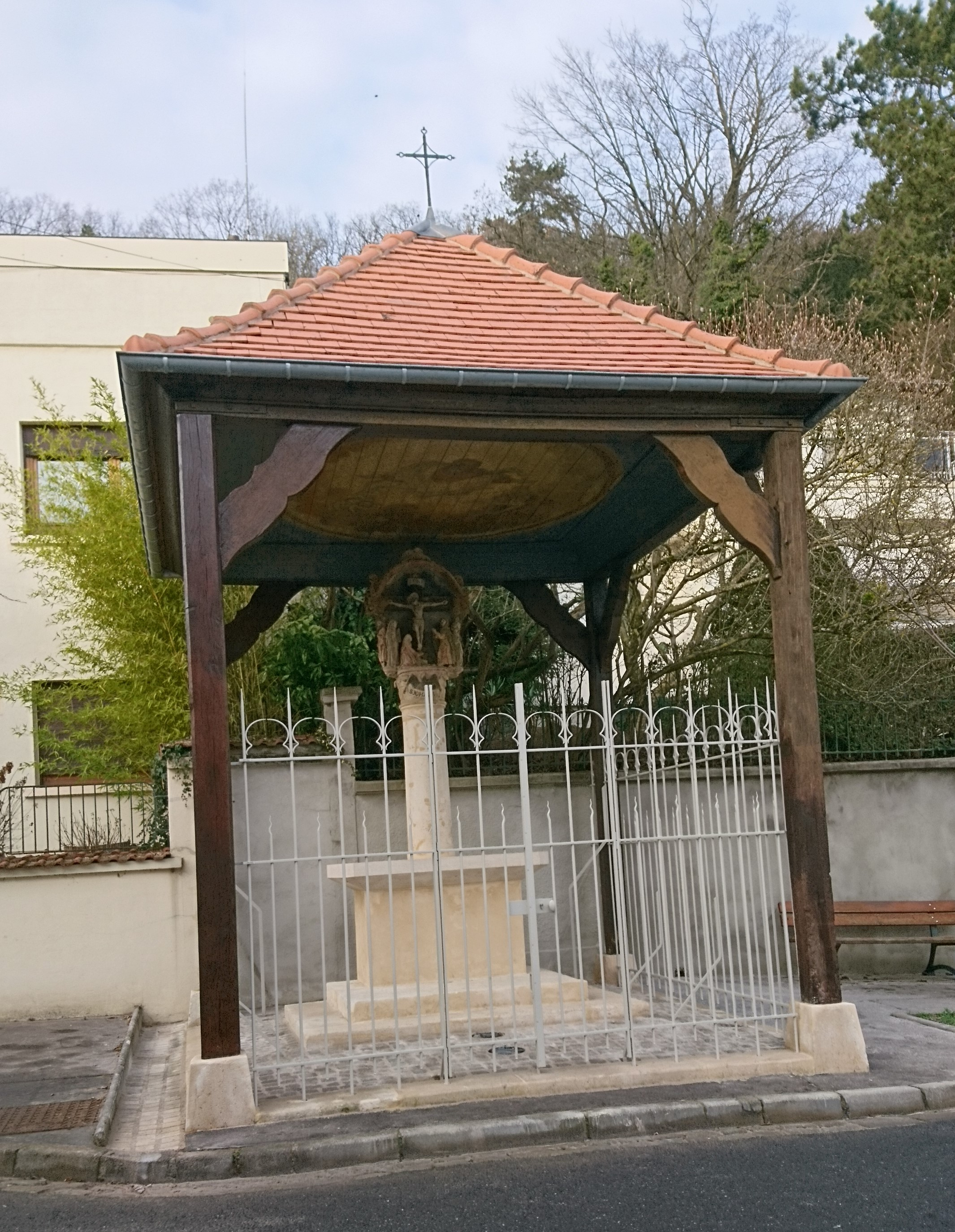
Chapelle en cours de rénovation
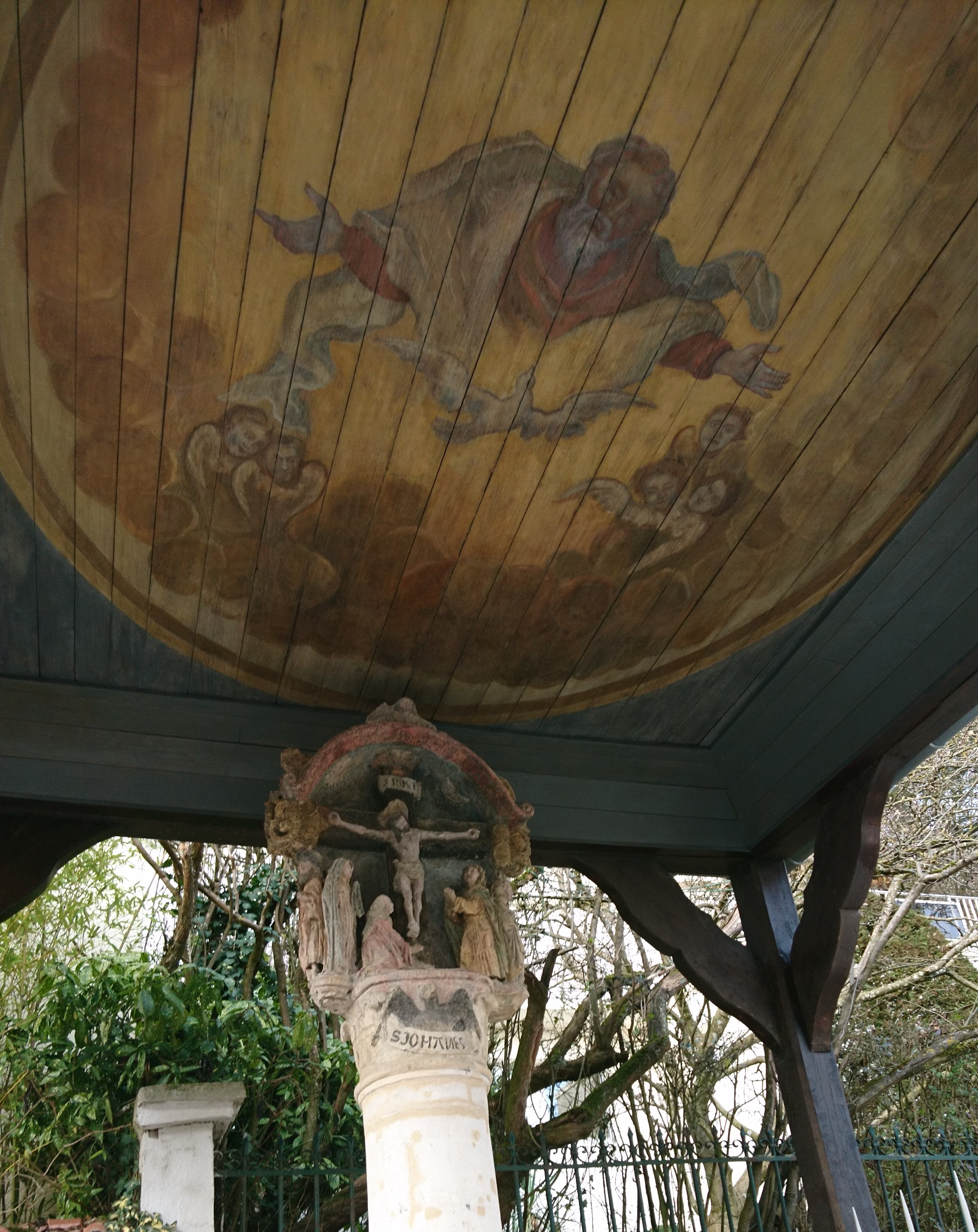
Calvaire et plafond en 2020
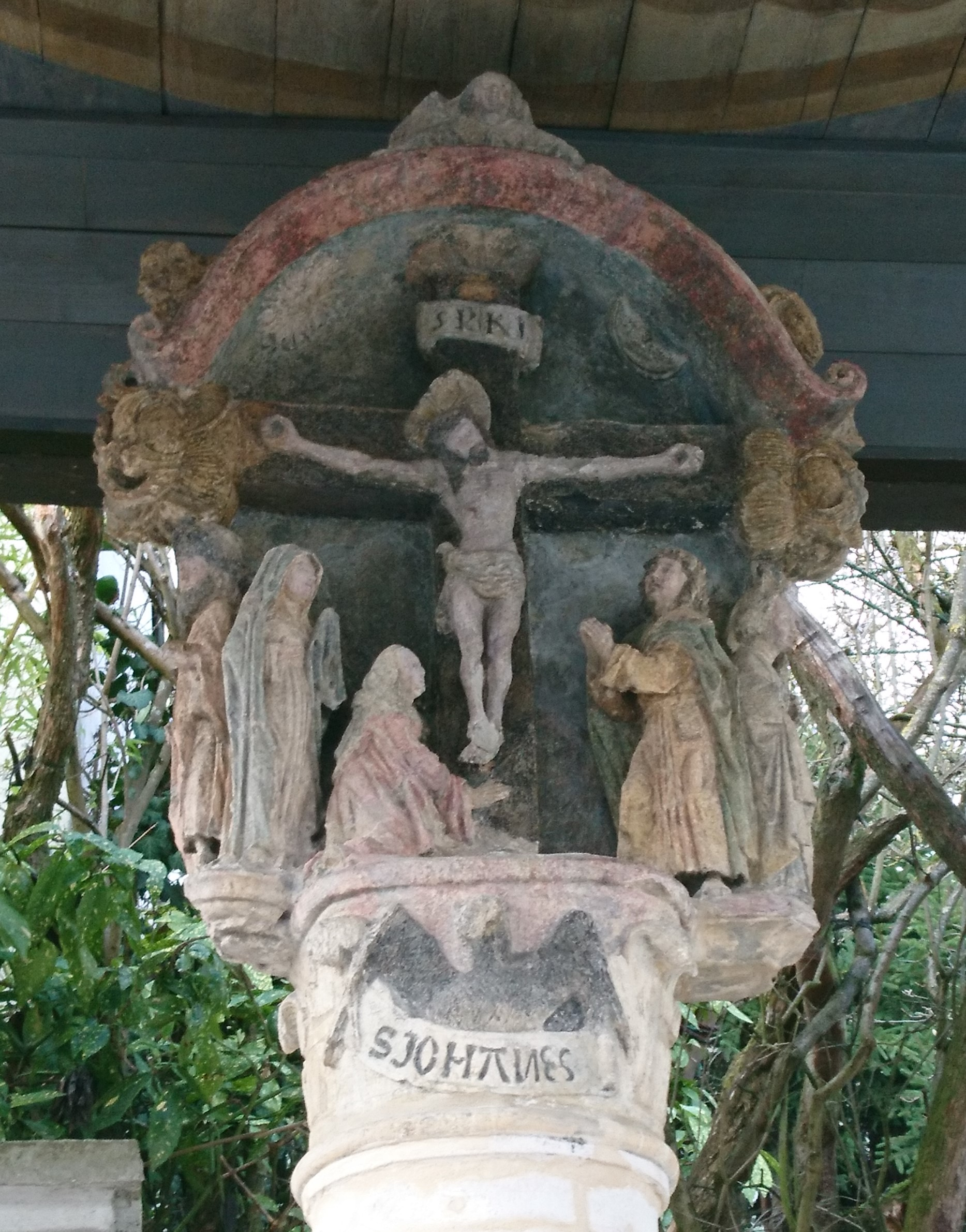
Calvaire en pierre rénové
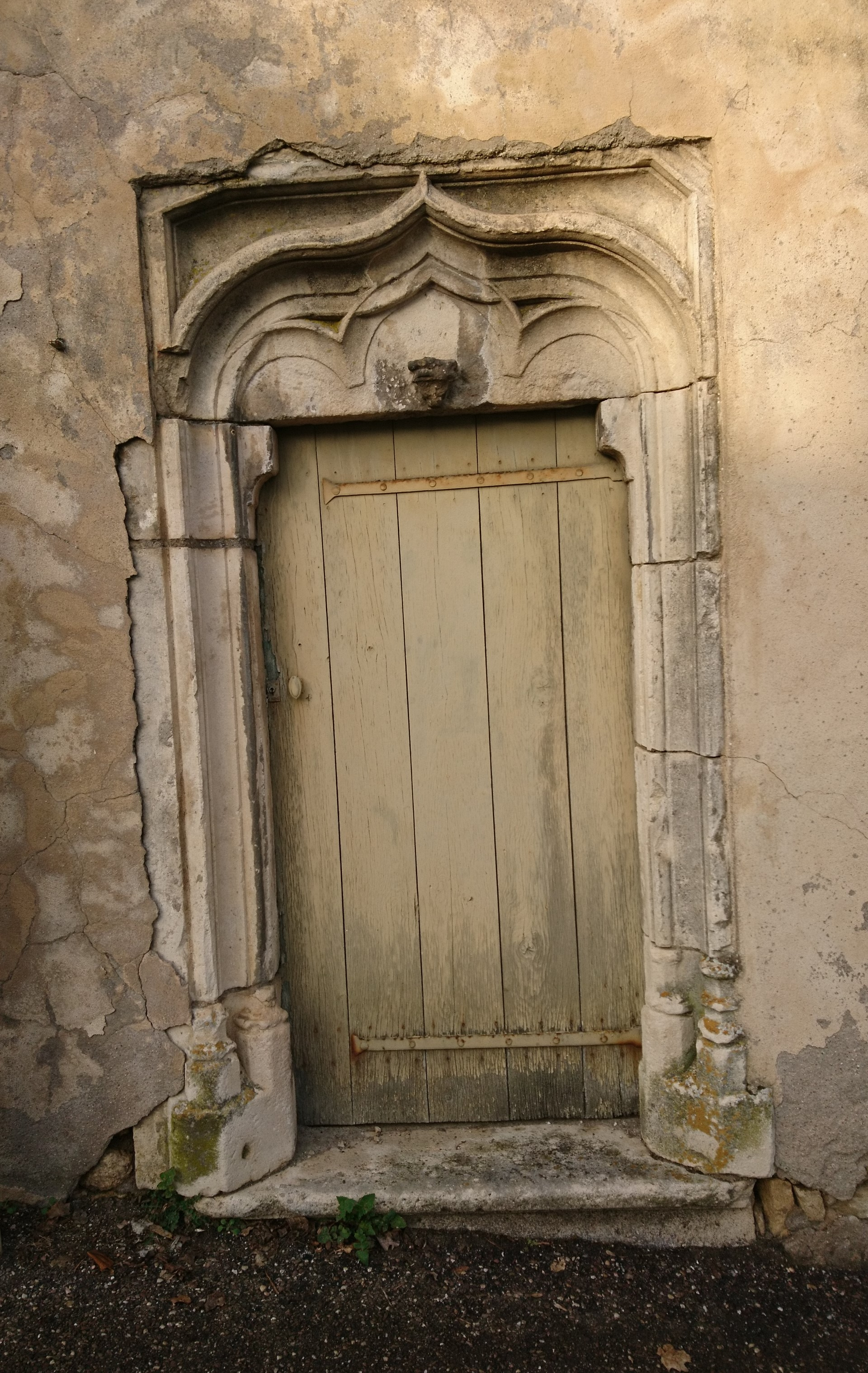
Vestiges d'une porte au no 16